# Amt Hüttenberg (Hessen-Darmstadt)
Das Amt Hüttenberg war ein Amt der Landgrafschaft Hessen-Darmstadt und des 1806 nachfolgenden Großherzogtums Hessen.

## Funktion
In der Frühen Neuzeit waren Ämter eine Ebene zwischen den Gemeinden und der Landesherrschaft. Die Funktionen von Verwaltung und Rechtsprechung waren hier nicht getrennt. Dem Amt stand ein Amtmann vor, der von der Landesherrschaft eingesetzt wurde. 

## Geschichte
Das hessische Amt Hüttenberg entstand, als die Landgrafschaft Hessen-Marburg und die Grafschaft Nassau-Saarbrücken sich 1703 entschlossen, den verbliebenen Rest des kondominial regierten Amtes Hüttenberg untereinander aufzuteilen. Bei der ersten, nur unvollständig durchgeführten Teilung des Amtes 1595 waren die Gemeinden, die an die Landgrafschaft Hessen-Marburg gefallen waren, noch in das Amt Gießen eingegliedert worden.
1803 konsolidierte die Landgrafschaft Hessen-Darmstadt ihre angestammten und die mit dem Reichsdeputationshauptschluss gewonnenen Gebiete, die nördlich des Mains lagen, in einem neu geschaffenen Fürstentum Oberhessen (ab 1816: Provinz Oberhessen). Mit der Auflösung des Alten Reichs und dem Beitritt zum Rheinbund 1806 erhielt die Landgrafschaft den Status eines Großherzogtums.
1821 kam es zu einer Verwaltungsreform im Großherzogtum. Mit ihr wurden nun auch auf unterer Ebene Rechtsprechung und Verwaltung getrennt. Für die bisher in den Ämtern wahrgenommenen Verwaltungsaufgaben wurden Landratsbezirke geschaffen, für die erstinstanzliche Rechtsprechung Landgerichte. Das Amt Hüttenberg wurde aufgelöst. Seine Verwaltungsaufgaben wurden auf den Landratsbezirk Gießen, die Rechtsprechung auf das Landgericht Gießen übertragen.

## Bestandteile
Zum Amt Hüttenberg gehörten die Orte:
- Allendorf
- Annerod
- Hausen
- Kirchgöns
- Langgöns
- Leihgestern
- Gut Neuhof
- Pohl-Göns
- Schiffenberg

## Recht
Im Amt Hüttenberg galt das Gemeine Recht ohne Zusatz eines Partikularrechts. Es wurde erst zum 1. Januar 1900 von dem einheitlich im ganzen Deutschen Reich geltenden Bürgerlichen Gesetzbuch abgelöst.